# Інженерна екологія

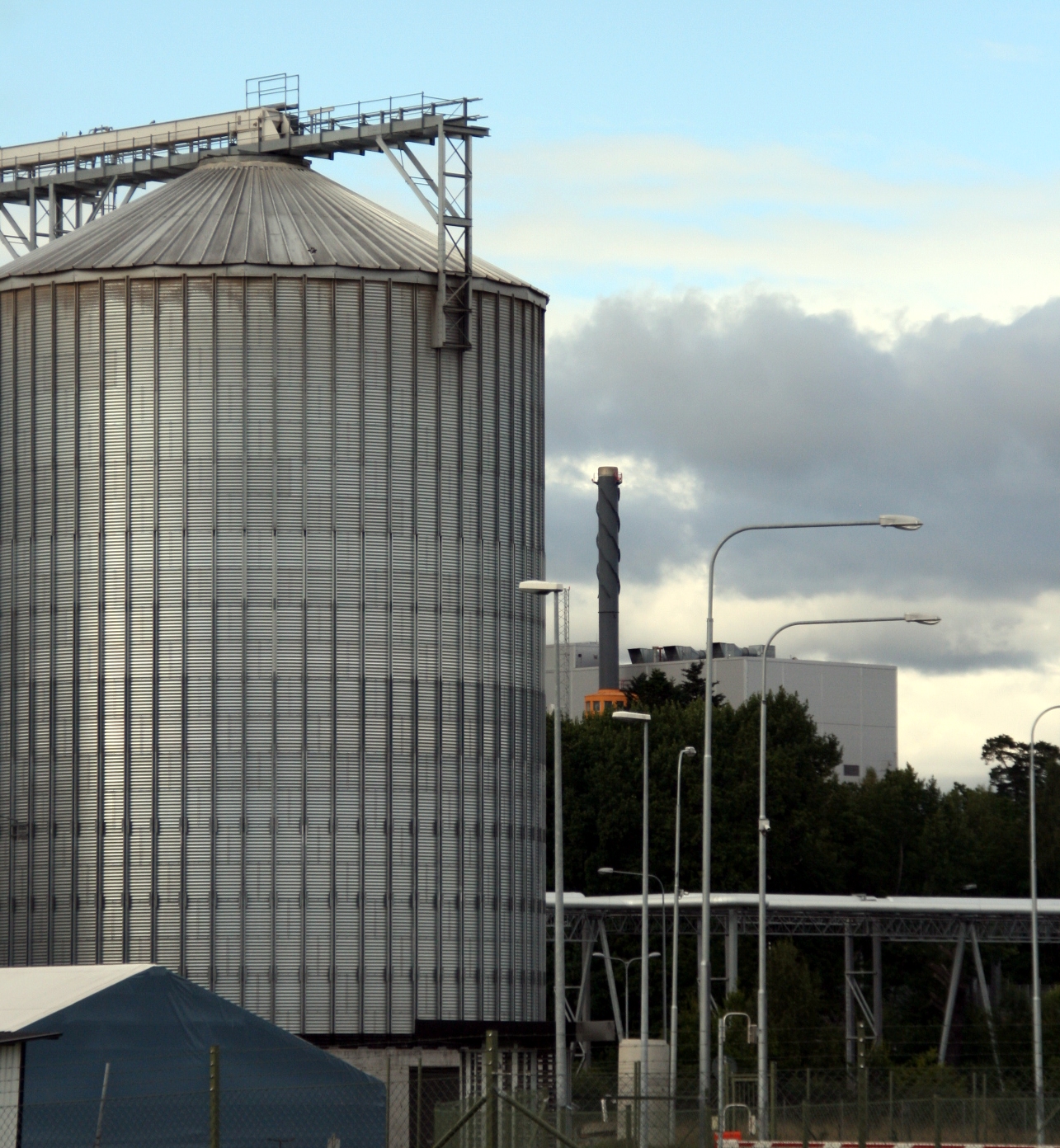
Приклад індустріального симбіозу. Біомаса з полів і ферм надходить до біореактора, де переробляється на біогаз або біоетанол

Інжене́рна еколо́гія — комплексна наукова дисципліна, що вивчає взаємодію промислового виробництва з навколишнім природним середовищем і забезпечує створення і раціональне функціонування природно-промислових систем різного рангу.
Суміжним поняттям є «техноекологія» — наука, що вивчає техногенні фактори забруднення довкілля, взаємодію техносфери з ресурсами довкілля, зокрема і їхнє вилучення. Різниця полягає в тому, що техноекологія вивчає взаємодію техносфери із навколишнім середовищем, а інженерна екологія — засоби та пристрої для зменшення техногенного навантаження на довкілля.
Головним прикладним завданнями інженерної екології є розроблення ефективних очисних технологій, безвідходних, маловідходних і екологічно чистих технологій, засобів утилізації відходів, комплексне використання вторинної сировини; головне комплексне завдання — екологізація технологій виробництва та природокористування.

## Історія
Перші праці, присвячені питанням екологізації техногенної діяльності, з'явилися у середині XX ст. внаслідок загострення глобальних екологічних проблем. Якщо протягом тисячоліть техногенна діяльність помітно не впливала на природні процеси, то у XIX—XX ст. набула планетарного масштабу.
Особливо інтенсивно руйнування довкілля розпочалося в час і після Другої світової війни, коли істотно збільшився рівень техногенного впливу на атмосферне повітря, природні води, ґрунтовий покрив, геологічне середовища та біоти.
У повоєнні роки виникли перші кафедри інженерної екології у технічних ВНЗ. Водночас, фахівці низки країн розпочали розроблення природозахисних технологій. Інтенсивний розвиток інженерної екології, як і інших прикладних галузей екології, припадає на 1980-ті рр.
Інженерна екологія виникла і розвивається на стику технологічних, природничих та соціальних наук, однак нині деякі дослідники розглядають її як складову соціоекології. Наприклад, на думку Г. Бачинського, назвою для спільного підрозділу соціоекології і техологічних наук є «екологічна технологія» (терміни «інженерна екологія» та «промислова екологія» вважав не зовсім вдалими), оскільки саме технології визначають розвиток виробництва на сучасному етапі.

#### Дослідження в Україні
Нині у Національному технічному університеті України «Київський політехнічний інститут» функціонує кафедра інженерної екології, Дніпропетровському університеті залізничного транспорту — кафедра хімії та інженерної екології, Національному університетіті біоресурсів і природокористування України (Київ) — охорони праці та інженерної екології, Донбаській академії будівництва і архітектури (Макіївка, Донецька обл.) — прикладної екології та хімії, Харківському технічному університеті будівництва і архітектури — безпеки життєдіяльності та інженерної екології, а у Харківській академії міського господарства — факультет інженерної екології міст.
Від 2004 у Харкові виходить журнал «Экология и промышленность», проблеми геоекології та інженерної екології висвітлює окремий розділ журналу «Екологія довкілля та безпека життєдіяльності» (засн. 2001 у Києві).

## Принципи
Одним із центральних принципів інженерної екології є думка, що соціальні та технологічні системи співіснують в біосфері, і не існують поза нею. Термін «екологія» використовується як метафора у зв'язку із спостереженням, що повторне використання природних матеріалів має значною мірою замкнутий характер у вигляді циклічного використання поживних речовин. Інженерна екологія розглядає свої проблеми, виходячи з гіпотези, що за допомогою принципів, аналогічних природним системам, промислові системи можуть бути поліпшені, щоб зменшити їх вплив на навколишнє природне середовище. У таблиці наведені загальні метафори.
| Біосфера | Техносфера |
| --- | --- |
| - Середовище - Організм - Натуральний продукт - Природний добір - Екосистема - Екологічна ніша - Анаболізм/Катаболізм - Мутації і добір - Сукцесія - Адаптація - Трофічна мережа | - Ринок - Компанія - Промисловий продукт - Конкуренція - Еко-індустріальний парк - Маркетингова ніша - Виробництво/ Утилізація забруднень - Екодизайн - Економічне зростання - Інновації - Торговельна мережа |

## Ресурси Інтернету
- Т. А. Сафранов. Інженерна екологія [Архівовано 18 серпня 2020 у Wayback Machine.] // ЕСУ

Академічні/Дослідні програми
- Industrial Ecology MSc at Leiden University and TUDelft, the Netherlands
- Industrial Ecology MSc at NTNU, Norway [Архівовано 12 квітня 2013 у Wayback Machine.]
- Industrial Ecology MSc at Chalmers University of Technology, Sweden [Архівовано 7 липня 2010 у Wayback Machine.]
- Sustainable Technology MSc at Royal Institute of Technology, Sweden

Дослідні центри/Інститути
- University of Michigan Center for Sustainable Systems, Ann Arbor, Michigan, United States [Архівовано 11 липня 2012 у Wayback Machine.]
- Yale Center for Industrial Ecology, United States [Архівовано 5 травня 2013 у Wayback Machine.]
- The Eco-Efficiency Centre in Burnside, Nova Scotia, Canada [Архівовано 1 червня 2013 у Wayback Machine.]
- JRCIE — Joint Research Center for Industrial Ecology, China
- University of Sydney — Complex Systems and Sustainability Research Group [Архівовано 25 березня 2010 у Wayback Machine.]
- Center for Resilience at Ohio State University

Статті і книги
- Industrial Ecology: An Introduction [Архівовано 19 жовтня 2013 у Wayback Machine.]
- Industrial Ecology [Архівовано 3 березня 2012 у Wayback Machine.]
- Industrial Symbiosis Timeline
- Journal of Industrial Ecology (Yale University on behalf of the School of Forestry and Environmental Studies).
- Industrial Ecology research & articles from The Program for the Human Environment, The Rockefeller University [Архівовано 11 травня 2013 у Wayback Machine.]